# 帕里馬山脈
帕里馬山脈（葡萄牙語：Serra Parima）是巴西的山脈。位於羅賴馬州的最西端，亦位於圭亞那地盾，毗鄰與委內瑞拉接壤的邊境，長320公里，分隔亞馬遜盆地和奧里諾科盆地，最高點海拔高度約1,500公尺。
帕里馬山脈被布朗庫河上游分為兩個地塊：有圖穆庫馬克山脈和阿卡拉伊山脈。西部地區是巴西地勢最高點，例如海拔3,014公尺的雾峰（Pico da Neblina）和海拔2,992公尺的三月三十一日峰（Trinta e Um de Março）。流經該地區的大部分河流都屬於亞馬遜河流域和奧利諾科河流域。地形崎嶇不平，提供了絕佳的水躍點。該地植被茂盛，其中有亞馬遜雨林。這裡的動物群是巴西北部的典型動物群，包括貘、食蟻獸、犰狳和美洲獅。